# Evelin Ilves

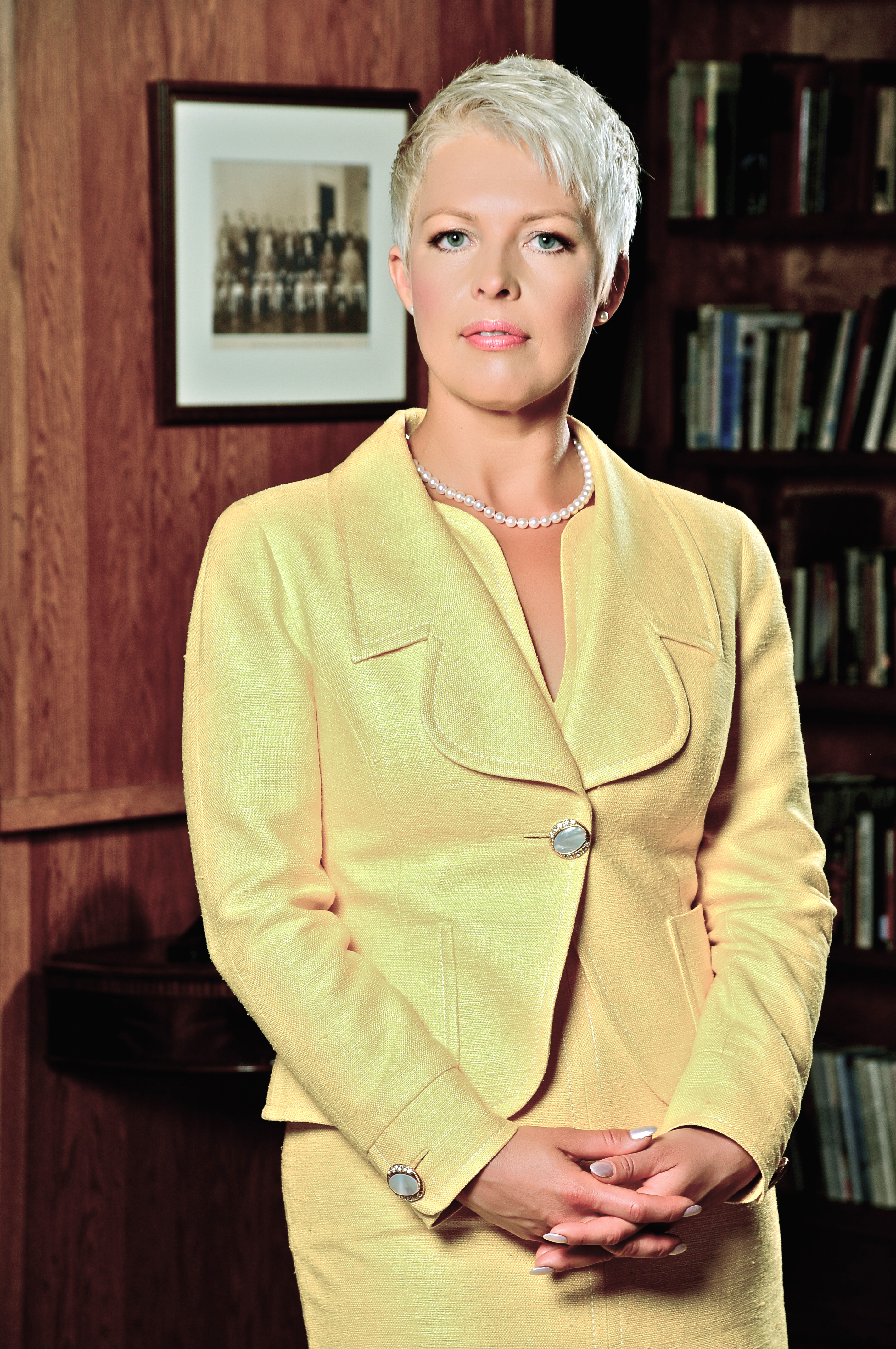
Evelin Ilves (2009)

Evelin Ilves (* 20. April 1968 in Tallinn; geborene Int) ist die zweite Ehefrau des estnischen Politikers Toomas Hendrik Ilves, der von 2006 bis 2016 Staatspräsident der Republik Estland war. Während der laufenden Präsidentschaft ihres Mannes gab das Paar im April 2015 seine Scheidung bekannt.

## Werdegang
Evelin Int wuchs in Tallinn auf und legte 1986 am Gymnasium von Saku das Abitur ab. Sie studierte Medizin an der Universität Tartu und schloss mit dem Grad eines Bachelors ab. Danach arbeitete sie im Bereich Werbung/Public Relations sowie als Vorstandsmitglied der Tageszeitung Eesti Päevaleht.
2004 heiratete sie ihren langjährigen Lebensgefährten Toomas Hendrik Ilves. Mit ihm hat sie eine gemeinsame Tochter, die 2003 geboren wurde.
Als First Lady begleitete sie ihren Mann auf Auslandsreisen. Sie unterstützt eine Reihe karitativer Einrichtungen zum Wohl der Kinder, für die Gesundheit und zur Förderung von Frauen.
Im April 2015 gab das Paar seine Scheidung bekannt.